# Ели Скорчева
 Ели Кръстева Скорчева е българска филмова, телевизионна и театрална актриса. Сред най-известните ѝ роли са Вероника и Тони във филмите „Адаптация“ (1979) и „Ева на третия етаж“ (1987).

## Биография и творчество
Родена е в Пловдив на 8 март 1954 г.
Завършва Техникум по строителство и архитектура, след което ВИТИЗ „Кръстьо Сарафов“ и по-късно мениджмънт и маркетинг на застрахователния бизнес.
Работила в застрахователно дружество „БГ-план“.
Спира да се снима в киното в началото на 1990-те, но понякога участва в театрални постановки.
Някои по-известни филми с нейно участие са „Търновската царица“ (1980), „Ева на третия етаж“ (1987) и „Мадам Бовари от Сливен“ (1991).

## Филмография
| Година | Филми и Сериали                  | Серии  | Копродукции     | Роля                                        |
| ------ | -------------------------------- | ------ | --------------- | ------------------------------------------- |
| 2023   | Уроците на Блага                 |        |                 | Блага                                       |
| 1992   | Вампири, таласъми...             |        |                 | Мила                                        |
| 1991   | Мадам Бовари от Сливен           |        |                 | Емилия Велева, фризьорка                    |
| 1991   | Нежни убийства                   | 2 нов. |                 | жената (в новелата „Семейството“)           |
| 1990   | Дефицит                          |        |                 | Елка                                        |
| 1990   | Немирната птица любов            |        |                 | свидетелката                                |
| 1989   | Разводи, разводи...              | 6 нов. |                 | Елена Петрова (в 3-та новела „Свидетелите“) |
| 1987   | Каменната гора (тв)              |        |                 |                                             |
| 1987   | Време за път                     | 5      |                 | Стефка Алданова, съпруга на Александър      |
| 1987   | Дом за нашите деца               | 5      |                 | Стефка Алданова, съпруга на Александър      |
| 1987   | Ева на третия етаж               |        |                 | Тони                                        |
| 1985   | Константин Философ               | 2      |                 | Теодора Българска                           |
| 1984   | В името на народа                | 8      |                 | Венета Антова, дъщеря на Антон / „Дора“     |
| 1983   | Голямата игра – („Большая игра“) | 6      | СССР / България | Гала, жената на Верние                      |
| 1983   | Константин Философ               | 6      |                 | Теодора Българска, българската пленница     |
| 1981   | Търновската царица               |        |                 | Елеонора Смилова                            |
| 1979   | Адаптация                        | 3      |                 | Вероника                                    |
| 1974   | Синята лампа                     | 10     |                 |                                             |